# Zöblen
Zöblen  är en ort och kommun i distriktet Reutte i förbundslandet Tyrolen i Österrike. Kommunen har gräns mot Tyskland både i söder och i norr. 